# Географічні координати

Географічна сфера.

Географічні координати — величини, які визначають положення певної точки на місцевості (на плані чи на топографічній карті) відносно прийнятої системи координат. Система координат встановлює початкові (вихідні) точки поверхні або лінії відліку потрібних величин — початку відліку координат та одиниці їх обчислення.
На топографічних картах представлені система географічних координат та система плоских прямокутних координат.
Система географічних координат (географічні координати) застосовується для визначення положення точок земної поверхні відносно екватора й початкового (нульового) меридіану. Координатами є кутові величини: географічна широта B й географічна довгота L. Для визначення географічних координат на топографічних картах слугує мінутна рамка.
Довгота (кут між площиною меридіану в точці спостереження та нульовим (Гринвіч) меридіаном), Широта (кут між прямовисною лінією та площиною екватора) визначають положення точки на поверхні Землі. Вимірюються в градусах (°), довгота — від -180° до 0° на захід та від 0° до 180° на схід від Гринвіча, широта — від 0° до 90° на північ, від 0° до −90° на південь від екватора.
Географічні координати передають горизонтальне (планове) положення точок. Але при роботі із топографічною картою необхідно знати і абсолютну висоту. Абсолютні висоти в Україні визначають в Балтійській системі висот (відносно поверхні геоїда). Для забезпечення правильного положення об'єктів, що наносяться на карту, необхідно визначити географічну широту та географічну довготу й абсолютну висоту певної кількості точок, а положення всіх інших — відносно цих. Точки, закріплені на місцевості із точно встановленими плановими і висотними координатами, називають опорними пунктами, які поділяються на пункти планової основи та пункти висотної основи. Сукупність опорних пунктів дає опорну геодезичну мережу. Точність визначення координат опорних пунктів впливає на точність геодезичної основи карти.

## Історія
Винахід географічної системи координат зазвичай приписують Ератосфену з Кирени, який склав свою нині втрачену «Географію» в Александрійській бібліотеці в III столітті до н. е. Через століття Гіппарх з Нікеї вдосконалив цю систему, визначивши широту за зоряними вимірами, а не по висоті Сонця, і визначивши довготу за часом місячних затемнень, а не за численням координат.
У I або II столітті Марін Тірський склав великий географічний довідник і карту світу, математично побудовану в еквідистантній циліндричній проєкції, використовуючи координати, виміряні на схід від нульового меридіану на Вдалих островах біля узбережжя Західної Африки, найзахідніших відомих островах того часу, як нульову позначку для широти він використовував паралель, що проходить через острів Родос біля Малої Азії.
«Географія» Клавдія Птолемея II століття використовувала той же самий нульовий меридіан, але виміряла широту від екватора. Після того, як роботи Маріна та Птолемея були перекладені на арабську мову в IX столітті, у «Книзі опису Землі» Аль-Хорезмі виправлені помилки Маріна і Птолемея щодо довжини Середземного моря, що змусило середньовічних арабських картографів використовувати за нульовий інший меридіан, котрий приблизно на 10° східніший від лінії Птолемея. Математичну картографію стали знову використовувати у Європі після відновлення Максимом Планюдом тексту «Географії» Птолемея незадовго до 1300 року; близько 1407 року Джакопо д'Анджело з Флоренції переклав текст на латинську мову.
У 1884 році в США пройшла Міжнародна конференція по меридіанах, в якій взяли участь представники 25 країн. Двадцять дві з них погодилися взяти довготу Королівської обсерваторії в Гринвічі, Англія, як нульовий меридіан. Домініканська Республіка голосувала проти, в той час як Франція і Бразилія утрималися. Франція прийняла середній час за Гринвічем 1911 року.

## Геодезичні системи координат
Географічні координати, що їх визначають астрономічними методами, вимірюються відносно місцевої вертикалі — нормалі до рівневої поверхні, тобто геоїда, називаються геодезичними координатами. Для складання географічних карт, а особливо топографічних карт та планів, застосовують проєкції еліпсоїда на площину, які дають можливість точно враховувати спотворення кутів та відстаней при проєктуванні. Тому постає задача вибору таких параметрів референц-еліпсоїда, при яких він би якнайменше відхилявся від геоїда на певній множині опорних пунктів.
До елементів геодезичної основи відносять опорні пункти, визначені в системі геодезичних координат, та координатні сітки, пов'язані з цими опорними пунктами.
Геодезичні системи координат містять:
- параметри референц-еліпсоїда (величина великої піввісі a, малої b, стиснення α, ексцентриситет e);
- висоту геоїду над референц-еліпсоїдом в початковому пункті;
- вихідні геодезичні дати (геодезична широта та довгота початкового пункту, азимут на орієнтирний пункт).

Приклад такої системи — WGS84.
Геодезичні системи координат постійно змінюються. Це пов'язано як з уточненням та доповненням даних геодезичної основи, так і з створенням місцевих систем координат, геодезичною основою яких є множина доступних опорних пунктів, розташованих на обмеженій території. Місцеві системи координат застосовуються при складанні детальних планів місцевості з найменшими спотвореннями дійсних відстаней, кутів та площ.

## Горизонтальні координати

### Широта і довгота
«Широта» (скорочення: ш., φ, або phi) точки на поверхні Землі — це кут між екваторіальною площиною і прямою лінією, що проходить через цю точку і через (або близько до) центр Землі. Лінії, що з'єднують точки однієї широти сліду кола на поверхні Землі, називаються паралелями, оскільки вони паралельні екватору й один одному. Північний полюс — 90° північної широти. Південний полюс — 90° південної широти. Паралеллю у 0° широти позначається Екватор, фундаментальна площина всіх географічних систем координат. Екватор ділить земну кулю на Північну і Південну півкулі.
«Довгота» (скорочення: д., λ, або lambda) точки на поверхні Землі — це кут на схід або захід від Гринвіцького (нульового) меридіана до іншого меридіану, який проходить через цю точку. Всі меридіани є половинами великих еліпсів (часто називаються великими колами), які сходяться на Північному і Південному полюсах. Меридіан Британської Королівської обсерваторії в Гринвічі, на південному сході Лондона, Англія, є міжнародним меридіаном, хоча деякі організації, наприклад, Національний Географічний інститут Франції, продовжують використовувати інші меридіани для внутрішніх цілей. Нульовий меридіан розділяє власне Східну і Західну півкулі, хоча карти часто зміщують півкулі на захід, щоб розташувати Старий Світ з одного боку. Міжнародна лінія зміни дат є як 180° західної, так і 180° східної довгот. Проте вона не однакова з Міжнародною лінією зміни дат, яка відхиляється від неї в кількох місцях з політичних причин, у тому числі між далекосхідною Росією і далекими західними Алеутськими островами.
Поєднання цих двох компонентів визначає розташування будь-якого об'єкта на поверхні Землі, без урахування висоти або глибини. Лінії широт та довгот також називають «сіткою». Початкова/нульова точка (точка з координатами 0° широти та 0° довготи) цієї системи розташована в Гвінейській затоці близько 625 км на південь від Теми, Гана.

#### Довжина ступеня
На GRS80 або Світовій геодезичній системі сфероїд на рівні моря на Екваторі, одна широтна секунда вимірює 30,715 метра, одна широтна мінута становить 1843 метри, а один широтний градус 110,6 кілометра. Кола довготи, меридіани, стикаються на географічних полюсах, причому довготна секунда зменшується природньо зі зростанням широт. На Екваторі на рівні моря, одна довготна секунда становить 30,92 метра, довготна мінута — 1855 метрів, а довготний градус — 111,3 кілометра. На 30° довготна секунда — 26,76 метра, у Гринвічі (51° 28′ 38″ пн. ш.) — 19,22 метра, а на 60° — 15,42 метра.
На сфероїді WGS84 довжина в метрах ступеня широти на широті φ (тобто відстань по лінії північ-південь від широти (φ − 0,5) градусів до (φ + 0,5) градусів)
{\displaystyle 111132.92-559.82\,\cos 2\varphi +1.175\,\cos 4\varphi -0.0023\,\cos 6\varphi }
Аналогічно, довжина в метрах ступеня довготи може бути обчислена як
{\displaystyle 111412.84\,\cos \varphi -93.5\,\cos 3\varphi +0.118\,\cos 5\varphi }
(можлива похибка до одного сантиметра)
Альтернативним методом оцінки довжини довготного ступеня на широті φ припустивши, що Земля має форму кулі (для отримання широти в мінутах і секундах потрібно результат поділити відповідно на 60 і 3600):
{\displaystyle {\frac {\pi }{180}}M_{r}\cos \varphi \!}
де середній меридіональний радіус Землі {\displaystyle \textstyle {M_{r}}\,\!} становить 6 367 449 м. Оскільки Земля не є сферичною, то можлива похибка на кілька десятих відсотків; краща апроксимація поздовжнього ступеня на широті {\displaystyle \textstyle {\varphi }\,\!} це
{\displaystyle {\frac {\pi }{180}}a\cos \beta \,\!}
де екваторіальний радіус Землі {\displaystyle a} дорівнює 6 378 137 м і {\displaystyle \textstyle {\tan \beta ={\frac {b}{a}}\tan \varphi }\,\!}; для сфероїдів GRS80 і WGS84, b/a обчислюється як 0,99664719 ({\displaystyle \textstyle {\beta }\,\!} знана як зменшена (або параметрична) широта). Окрім округлення, це точна відстань по паралелі широти; отримання відстані по найкоротшому шляху потребує більше роботи, але ці дві відстані завжди знаходяться в межах 0,6 метра один від одного, якщо дві точки знаходяться на один градус довготи одна від одної.
| Широта      | Місто           | Градус   | Мінута   | Секунда | ±0,0001° |
| ----------- | --------------- | -------- | -------- | ------- | -------- |
| 60°         | Санкт-Петербург | 55,80 км | 0,930 км | 15,50 м | 5,58 м   |
| 51° 28′ 38″ | Гринвіч         | 69,47 км | 1,158 км | 19,30 м | 6,95 м   |
| 45°         | Бордо           | 78,85 км | 1,31 км  | 21,90 м | 7,89 м   |
| 30°         | Новий Орлеан    | 96,49 км | 1,61 км  | 26,80 м | 9,65 м   |
| 0°          | Кіто            | 111,3 км | 1,855 км | 30,92 м | 11,13 м  |

### Картографічна проєкція
Для встановлення географічного розташування на географічній карті використовують картографічну проєкцію для перетворення геодезичних координат на плоскі координати на карті; вона проєктує координати і висоту на плоску поверхню карти. Дані, разом з картографічною проєкцією, застосованою до сітки опорних розташувань, встановлюють систему сітки для побудови місць розташування. Загальні картографічні проєкції в поточному використанні включають систему координат UTM (UTM), Система координат MGRS (MGRS), Національну мережу США (USNG), Глобальну систему координат (GARS) і Всесвітню географічну систему (GEOREF).
Координати на карті зазвичай мають відхилення на північ (N) або схід (E) відносно заданої нульової точки.
Формули картографічних проєкцій залежать від геометрії проєкції, а також від параметрів, що залежать від конкретного місця розташування, на якому проєктується карта. Набір параметрів може змінюватись залежно від типу проєкту та умов, вибраних для проєкції. Для поперечної проєкції Меркатора, яку використовують в UTM, пов'язаними параметрами є широта і довгота природного походження, фальшивими є північ і схід, і загальний масштабний коефіцієнт. Враховуючи параметри, пов'язані з певним розташуванням або сіткою, формули для поперечного Меркатора є складним поєднанням алгебраїчних і тригонометричних функцій.:45-54

#### Системи UTM та UPS
Система координат UTM (UTM) і Універсальна полярна стереографічна система координат (UPS) використовують декартову сітку на основі метрики, викладену на конформно спроєктованій поверхні, щоб розмістити позиції на поверхні Землі. Система UTM не є єдиною картографічною проєкцією, а лише однією з шістдесяти, кожна з яких охоплює 6-градусні смуги довготи. Систему UPS використовують для полярних регіонів, які не охоплюються системою UTM.

#### Стереографічна система координат
У часи середньовіччя стереографічну систему координат використовували для навігаційних цілей. Стереографічна система координат була замінена географічною системою, де використовували широти та довготи. Стереографічна система координат на сучасному етапі часто застосовують у навігації, оскільки пункт призначення можна задати як відстань та напрям руху від відправної точки. Також в сучасних умовах її використовують для опису кристалографічних орієнтацій в області кристалографії, мінералогії та матеріалознавства.